# Un fils unique
Pour plus de détails, voir Fiche technique et Distribution.
Un fils unique est un film français réalisé par Michel Polac, sorti en 1972.

## Synopsis
Éric et Serge, deux adolescents lycéens à Paris, s'ennuient dans leurs familles. Éric découvre au dos d'un tableau qui représente sa mère, Florence, la signature d'un peintre qu'il ne connait pas. Intrigué, il rend visite à cet homme, Guy Louvier, ancien ami de sa mère. Guy accueille avec sympathie les deux garçons, qui sont séduits par la liberté de l'artiste. Guy et Florence se revoient et renouent brièvement leur ancienne liaison. Jusqu'au jour où Louvier comprend qu'Éric le prend pour son vrai père. Lorsque le garçon finit par admettre que le peintre n'est pas son père, triste et déçu, il fugue...

## Fiche technique
- Titre : Un fils unique
- Réalisation : Michel Polac
- Scénario : Michel Polac
- Photographie : Éric Dalmat
- Son : Jean-Claude Piron
- Montage : Hervé Baslé
- Musique : Jean-Pierre Drouet et Michel Portal
- Société de production : ORTF
- Pays d'origine :  France
- Format : noir et blanc - 16 mm - 1,66:1
- Genre : comédie dramatique
- Durée : 80 minutes
- Date de sortie : mars 1972

## Distribution
- Eric Ancian : Éric
- Guy Schoeller : Guy Louvier, le peintre
- Eléanor Farouel : Florence
- Serge Hureau : Serge
- Francis Bouvet : le père
- Paul Vanier-Baulier : Paul

## Autour du film
- Produit par l'Office de radiodiffusion télévision française (ORTF) en 1969, le film est sorti en salle en mars 1972.

## Appréciation
« Le souci du détail, l'originalité du style, servent une description pudique et juste de la médiocrité de la vie quotidienne et de l'incommunicabilité entre générations. »

— Forum des images.fr

## Distinctions
- Prix Georges-Sadoul 1970